# Actinote morio
Actinote morio är en fjärilsart som beskrevs av Charles Oberthür 1917. Actinote morio ingår i släktet Actinote och familjen praktfjärilar. Inga underarter finns listade i Catalogue of Life.